# Изабела д’Есте
Вижте пояснителната страница за други личности с името Изабела д’Есте.
Изабела д’Есте (на италиански: Isabella d’Este; * 17 май 1474, Ферара, Херцогство Ферара, Модена и Реджо; † 13 февруари 1539, Мантуа, Херцогство Мантуа) от Дом Есте, е чрез брак маркграфиня на Мантуа (1519 – 1521). Тя е и принцеса на Ферара и господарка на Солароло.
Тя е една от най-авторитетните жени на италианския културен свят за времето си и на епохата на Ренесанса и е известна с псевдонима „Ренесансовата примадона“ (на италиански: la Primadonna del Rinascimento). Играе важна роля в политиката на Италия, заедно със съпруга си е меценат на хората на изкуството, като Лудовико Ариосто, Рафаело и Андреа Мантеня. Рисувана е два пъти от Тициан. Нейният портрет от Леонардо да Винчи се намира в Лувъра.
Изабела е регентка на Маркграфство Мантуа по време на отсъствието на съпруга ѝ Франческо II Гонзага и от името на по-малкия им син Федерико – пети маркграф и бъдещ херцог на Мантуа. През 1500 г. се среща с френския крал Луи XII в Милано с дипломатическа мисия, за да го убеди да не изпраща войските си срещу Мантуа.
Плодовита писателка на писма, тя поддържа кореспонденция цял живот с балдъзата си Елизабета Гонзага.
Тя е модна лидерка, чийто новаторски стил на обличане е копиран от благородничките в цяла Италия и във френския двор. Поетът Лудовико Ариосто я нарича „Изабела, либерална и великодушна“, докато писателят и епископ Матео Бандело я описва като „върховна сред жените“. Дипломатът Николо II да Кореджо отива още по-далеч, като я нарича „Примадоната на света“.

## Произход
Тя е първото дете на Ерколе I д’Есте, втори херцог на Ферара (* 1431, † 1505), и на съпругата му Елеонора Арагонска (* 1450, † 1493). Нейни дядо и баба по бащина линия са Николо III д’Есте, маркграф на Ферара, Модена и Реджо, и Ричарда да Салуцо, а по майчина – крал Фердинанд I Неаполитански и Изабела дьо Клермон. Има пет братя и две сестри:
- Беатриче (* 1475, † 1497), херцогиня на Милано и на Бари като съпруга на Лудовико Мария Сфорца „Мавъра“
- Алфонсо I (* 1476, † 1534), 3-ти херцог на Ферара, съпруг на Анна Мария Сфорца и на Лукреция Борджия
- Феранте (* 1477, † 1540), заговорник срещу брат си Алфонсо за херцогството
- Иполито I (* 1479, † 1520), кардинал от 1493 г., известен като „Кардиналът от Ферара“, могъща личност, известен покровител на някои писатели, сред които Лудовико Ариосто, който му посвещава „Бесният Орландо“
- Сиджизмондо (* 1480, † 1524), придворен
- Алберто (* 1481, † 1482).

Има и един или двама природени братя и една природена сестра от извънбрачни връзки на баща си.

## Биография

### Образование и ранни години
В младостта си Изабела се радва на значимо културно образование, за което свидетелства обилната ѝ кореспонденция от град Мантуа. Благодарение на естествения си талант и преждевременното си интелектуално развитие тя получава отлично образование. Като дете учи римска история и бързо се научава да превежда от старогръцки и латински. Може да рецитира Вергилий и Теренций наизуст. Благодарение на изключителната си интелигентност тя често обсъжда класиците и държавните дела с посланици и лично познава художниците, музикантите, писателите и учените, които живеят във и около двора. Освен това е добра певица и музикантка: знае как да свири на лютня, което научава от Джовани Анджело Тестагроса. Тя изобретява и нови танци благодарение на наученото от учителя по еврейски танци Амброджо.
Описвана е като физически привлекателна, макар и леко пълничка, с „живи очи“ и „жива грация“. През 1480 г., на 16-годишна възраст, Изабела е сгодена за Франческо II Гонзага, наследник на Маркграфство Мантуа, на когото тя се възхищава заради силата и смелостта му. След първите им срещи тя установява, че се радва на компанията му и прекарва следващите години, за да го опознае, подготвяйки се да стане маркграфиня на Мантуа. По време на ухажването Изабела цени писмата, стиховете и сонетите, които той ѝ изпраща като подарък.
Сестрите д'Есте са изложени на много от ренесансовите идеи: по-късно Изабела става страстна колекционерка на римски статуи и поръчва модерни скулптури в античен стил, които поставя в прекрасна частна обстановка, наречена „Малък кабинет на Изабела д'Есте“, в Херцогския дворец на Мантуа, където живее.

### В двора на Мантуа
На 16 години Изабела се омъжва за Франческо II Гонзага, маркграф на Мантуа, на когото носи сумата от 3000 дуката като зестра, скъпоценни бижута, чинии и сребърен сервиз. Преди великолепния банкет, последвал сватбената церемония, тя се движи по главните улици на Ферара на кон, покрит със скъпоценни камъни и злато. Влиза в Мантуа през февруари 1490 г. на каруца с 14 сандъка, пълни със зестрата ѝ и с картини на художника от Ферара Ерколе де’ Роберти. През 1493 г. се ражда най-голямата ѝ дъщеря Елеонора, която ѝ създава проблеми в бъдеще, а през 1500 г. – любимият ѝ син Федерико.
Съпрузите са покровители на Лудовико Ариосто, докато той пише „Бесният Орландо“, и са силно повлияни от Балдасаре Кастильоне, автор на „Придворният“ – модел на аристократичен декор в продължение на 200 години. Тя подслонява в двора си и поета Матео Бандело. По нейно предложение архитект Джулио Романо е извикан в Мантуа, за да разшири замъка и други сгради. Под нейна егида дворът на Мантуа се превръща в един от най-културните в Европа. Сред многото важни художници, писатели, мислители и музиканти, които отиват там, са Рафаело Санцио, Андреа Мантеня и композиторите Бартоломео Тромбончино и Маркето Кара. Изабела е изобразена два пъти от Тициан, а рисунката с нея на Леонардо да Винчи (подготовка за изчезнала маслена картина, приписвана на майстора, която е открита в трезор на швейцарска банка на 10 февруари 2015 г.), е нарисувана в Мантуа през 1499 г. и към 2019 г. е изложена в Лувъра.
Изабела е брилянтна музикантка и смята струнните инструменти като лютня за превъзхождащи духовите, които свързва с пороци и конфликти. Тя също така смята поезията за непълна, докато не бъде транспонирана в музика, и търси най-изкусните композитори на времето си за такова „завършване“.
Тя се посвещава на шахмата толкова много, че великият ренесансов математик Лука Пачоли, след като през 1499 г. кралят на Франция Луи XII завладява Миланското херцогство и след като Пачоли в компанията на Леонардо да Винчи бяга в Мантуа, ѝ посвещава ръкописа De ludo schacorum, наречен Schifanoia. Това негово произведение е считано за загубено векове наред и едва през 2006 г. е открито в библиотеката на Коронини Кронберг в Гориция от библиолога Джилио Контин.
Изабела също така показва голямо дипломатическо и политическо умение в преговорите с Чезаре Борджа, свалил от власт Гуидобалдо да Монтефелтро – херцог на Урбино, съпруг на нейната балдъза и близка приятелка Елизабета Гонзага. Изабела се оказва съперница на другата си балдъза Лукреция Борджия, която през 1502 г. се омъжва за брат ѝ Алфонсо и която става любовница на съпруга ѝ Франческо.

### Съперничество с Лукреция Борджия
Година след брака си с брата на Изабела – Алфонсо, през 1502 г., Лукреция Борджия става любовница на съпруга ѝ Франческо. По онова време Изабела ражда дъщеря им Иполита и продължава да ражда деца на мъжа си дори по време на дългите му и страстни отношения с Лукреция – повече сексуални отколкото романтични. По-рано Лукреция се опитва да стане приятелка с Изабела, но тя я пренебрегва студено и презрително. От момента, в който Лукреция пристига във Ферара като годеница на Алфонсо, Изабела, въпреки че е била нейна придружителка по време на сватбените тържества, смята Лукреция за своя съперница и се опитва да я надмине при всеки повод. Връзката на мъжа ѝ с известната със своята красота Лукреция причинява много страдание и болка на ревнивата Изабела. Връзката приключва, когато Франческо се заразява със сифилис от проститутки.

### Регентство на Изабела
Изабела играе важна роля в Мантуа по време на смутните времена в града. Когато съпругът ѝ е заловен през 1509 г. и след това държан като заложник във Венеция, именно тя поема контрола над военните сили на Мантуа. Той е освободен през 1510 г. благодарение на поведението на Изабела, склонила да даде сина си Федерико като заложник на папа Юлий II и като гаранция за политическото поведение на съпруга ѝ. През същата година тя е домакиня на конгреса в Мантуа, призован да разреши въпросите, свързани с Флоренция и Милано. Поведението ѝ по време на дългия затвор на Франческо предизвиква негодувание у него. Впоследствие той официално я изключва от ръководството на държавата, поради което Изабела напуска Мантуа, за да се установи в Милано и в Генуа. Между 1514 и 1515 г. тя е в Рим, където посещава папа Лъв X и прави кратък престой при своите кралски роднини в Неапол през декември, приветстван от изражения на привързаност и възхищение.
През април 1517 г., Изабела заминава на поклонение заради обета си, даден през Великденската седмица същата година, в уединеното място на Мария Магдалина в Сен Максимин ла Сент Бом в Прованс. Тя е ескортирана от наставника си Марио Екуикола, сановници и придворни. За случая той написва брошурата Iter в Narbonensem Galliam, посветена на сина на Изабела Феранте Гонзага, в която дава подробности за пътуването. Мотивацията за пътуването е и политическа, и религиозна, и алегорична: за да се доближи политиката на Мантуа до тази на краля на Франция Франсоа I. При него именно, няколко месеца по-рано, отсяда най-големият син на Изабела – Федерико Гонзага.
След смъртта на съпруга ѝ през 1519 г., 45-годишната Изабела става „отдаден държавен глава“. Нейната позиция като маркиза изисква сериозен ангажимент: трябва да учи, за да се изправи пред проблемите на управителка на града държава. За да подобри благосъстоянието на своите поданици, тя изучава архитектура, земеделие и промишленост и следва предписанията на Николо Макиавели в книгата му „Владетелят“. В замяна на това жителите на Мантуа я уважават и обичат.
Изабела управлява Мантуа като регентка на сина си Федерико, играейки важна роля в италианската политика по онова време и непрекъснато укрепвайки престижа на маркграфството. Сред многобройните ѝ и важни постижения са издигането на Мантуа до херцогство и титлата кардинал за по-малкия ѝ син Ерколе.
Когато Федерико става пълнолетен през 1521 г., нейната фигура на управляваща поражда известни разногласия и клевети (младият мъж е свързан с любовницата си Изабела Боскети, недолюбвана от Изабела). Синът ѝ я гони от политическия живот на Мантуа, отказвайки ѝ достъп до всякакви новини отвън, идващи до канцеларията. Може би това е причината, която кара Изабела да напусне града, за да отиде в Рим въпреки бурната политическа ситуация. През 1527 г. тя става свидетелка на Разграбването на Рим; нейният дом Палацо Колона, в който подслонява около 2000 души, е единствената сграда в целия град, която не е разграбена от наемните войници, благодарение на защитата от сина ѝ Феранте – началник на военна част в имперската армия. Изабела прави всичко възможно, за да защити бежанците, които въпреки това са обявени за заложници на имперската армия и за които е поискан откуп.

### Последни години и смърт
Обратно в Мантуа Изабела напуска стаите на замъка „Сан Джорджо“. Тя кара да ѝ построят апартамент в приземния етаж на Корте Векия (Стария двор) с известния ѝ кабинет, в който колекционира важни творби на художници от онова време.
Изабела се занимава с проблемите около брака на сина ѝ Федерико. Историята е доста заплетена поради поредица от събития: отхвърлянето на първата му съпруга Мария Палеологина, обвинена в конспирация от куртизанка на Федерико, след това решението на император Карл V да му даде за жена братовчедка си Джулия, по-възрастна от него и нежелана от хората, реабилитацията на Мария, след като става единствена наследница на феода Монферат и след смъртта ѝ – окончателният брак на Федерико със сестра ѝ Маргарита Палеологина.
Изабела превръща Мантуа в културен център, отваря училище за момичета. Тя се завръща в политическия живот и управлява Солароло в Романя до смъртта си на 13 февруари 1539 г. на 64-годишна възраст. Погребана е в църквата „Санта Паола“ в Мантуа, но останките ѝ изчезват от саркофага.
Изабела прави завещанието си пред нотариуса Одоардо Стивини от Римини на 22 декември 1535 г. Копие от него се съхранява в Архива на Гонзага в Мантуа. Тя определя сина си Федерико за наследник на активите ѝ, а съдържанието на Апартамента на пещерата е дадено на снаха ѝ Маргарита Палеологина. Завещанието се състои от 23 пергаментови листа и изброява 236 предмета, в които са описани украшения, бижута, вази, златни и сребърни артефакти, скулптури и всички картини на велики майстори, събрани в кабинета ѝ (Мантеня, Перуджино, Кореджо, Лоренцо Коста и други).

## Брак и потомство
∞ 12 февруари 1490 в Мантуа за Франческо II Гонзага (* 10 август 1466, Мантуа; † 29 март 1519, Мантуа), от 1484 г. маркграф на Мантуа, от когото има трима сина и пет дъщери:
- Елеонора Гонзага (* 31 декември 1493; † 13 февруари 1550, Урбино), чрез брак херцогиня на Урбино, ∞ за Франческо Мария I дела Ровере (* 1490, † 1538), херцог на Урбино, от когото има двама сина и три дъщери.
- Маргарита Гонзага (* 13 юли 1496; † 23 септември 1496, Мантуа)
- Федерико II Гонзага (* 17 май 1500; † 28 юни 1540, Мармироло), от 1519 г. маркграф на Мантуа, от 1530 г. херцог на Мантуа, от 1533 г. маркграф на Монферат, ∞ 1531 за Мария Палеологина (* 1509, † 1530), дъщеря на Вилхелм XI († 1518), маркграф на Монферат, от която има четири сина и три дъщери. Има и един син и една дъщеря от извънбрачната му връзка с Изабела Боскети.
- Иполита Гонзага (* 31 май/1 юни 1501; † 16 март 1570, Мантуа), от 1518 г. доминиканска монахиня в манастира „Сан Виченцо“ в Мантуа
- Ливия Озана Гонзага (* 12 ноември 1509; † 23 януари 1569, Мантуа)
- Луиджи Ерколе Гонзага (* 23 ноември 1505; † 2 март 1563, Тренто), кардинал от 1527 г., регент за племенниците си от 1540 г.
- Феранте I Гонзага (* 28 януари 1507; † 15 ноември 1557, Брюксел), граф на Гуастала 1539, вицекрал на Сицилия 1536 – 1546, вицекрал на Милано от 1546, ∞ 1529 за Изабела от Капуа († 1559), дъщеря на Фердинандо ди Капуа, принц на Молфета, от която има седем сина и четири дъщери.
- Ливия Гонзага (* 29 юли 1508; † 11 април 1569, Мантуа), от 1523 г. монахиня кларисинка с името Паола в манастира „Корпус Домини“ в Мантуа.

## Меценатство
Изабела д'Есте е известна като един от най-важните меценати от епохата на Ренесанса. Животът ѝ е документиран в нейната кореспонденция, която все още се съхранява в архива на Гондзага в Мантуа: около 28 хил. получени писма и копия от около 12 хил. написани писма.
За Изабела работят най-известните художници на времето, като Джовани Белини, Джорджоне, Леонардо да Винчи, Андреа Мантеня (придворен художник до 1506 г.), Перуджино, Рафаело и Тициан, Антонио да Кореджо, Лоренцо Коста (дворцов художник от 1509 г.), Досо Доси, Франческо Франча, Джулио Романо и много други. Нейният кабинет в Хрцогския дворец на Мантуа е украсен с алегории от Мантеня, Перуджино, Коста и Кореджо. В същото време тя се свързва с най-важните скулптори и създатели на медальони на епохата, като Микеланджело, Пиер Якопо Алари Бонаколси (нар. Антико), Джан Кристофоро Романо и Тулио Ломбардо, и колекционира древноримско изкуство. Що се отнася до архитектурата, понеже не може да си позволи нови дворци, тя възлага работата на архитекти, като Биаджо Росети и Джан Батиста Ково.
В хуманитарните науки Изабела е в контакт с Пиетро Аретино, Лудовико Ариосто, Пиетро Бембо, Балдасаре Кастильоне, Марио Екуикола и Джан Джорджо Трисино. В музиката спонсорира композиторите Бартоломео Тромбончино и Марко Кара и сама свири на лютня. Наема необичайно жени като професионални певици в двора си, сред които Джована Морески – съпруга на Марчето Кара.
Изабела е лидерка на модата, поръчвайки най-фините дрехи, включително кожи, и най-новите дестилирани парфюми, които тя самата изобретява и праща като подаръци. Нейният стил на прическа – шапка, т.нар. capigliara, и изразени деколтета са имитирани в цяла Италия и във френския двор.
Един от големите шедьоври на най-известния ренесансов керамист Никола д'Урбино е направен в Урбино за Изабела по молба на дъщеря ѝ Елеонора през 1524 г.

## Изабела д'Есте в културата

### Изабела д'Есте и Мона Лиза
- Леонардо да Винчи: „Портрет на Изабела д'Есте“ (1499 г.)
- Леонардо да Винчи (школа): „Джокондата“ (1502 – 1506), Музей „Прадо“, Мадрид, почистена през 2012
- Леонардо да Винчи: „Мона Лиза“ (1502 – 06 г.), Лувър, Париж

Освен Лиза дел Джокондо, съпруга на флорентински търговец, чийто портрет (по думите на Джорджо Вазари) рисува Леонардо да Винчи, макар че все още не е сигурно дали това е Мона Лиза, една друга правдоподобна кандидатка за най-известната картина на художника е самата Изабела. Приликите с картината „Портрет на Изабела д’Есте“ и съвпадението между 1501 и 1506 г. с искането за изпълнение на обещания портрет са някои от солидните доказателства за потвърждаване на хипотезата. Други добре познати теми са планините на заден план и подлакътникът като характеристика на портретите на ренесансовите владетели.

### Портрети на Изабела д'Есте
Въпреки значимото ѝ меценатство и любовта към изобразяването ѝ (никоя друга личност от нейното време не е била изобразявана толкова често) са направени много малко идентификации на Изабела. Те са доста разнородни (цветът на очите и на косата ѝ, както и веждите ѝ се различават в двата портрета на Тициан) и не е открито нито едно нейно изображение на възраст 26 – 54 години (виж снимката). Изабела предпочита идеализираните картини и отказва да позира като модел. Има обаче основания да се смята, че тя не се е отказвала от личните си характеристики.
- Портрети на Изабела д'Есте: Джан Кристофоро Романо – медальон
- Леонардо да Винчи – рисунка
- Тициан (известен с копието на Рубенс) – „Изабела в червено“
- Тициан (подмладена): „Изабела в черно“ срещу „Красавицата“
- Неизвестен автор – Миниатюра Амбрас

През последните години няколко музея оттеглят редките си идентификации поради страх от грешка. Останалите три цветни портрета са много разнородни (те се намират в Музея на историята на изкуството във Виена):
- „Изабела в червено“ от Тициан (ок. 1529 г.), копие от Рубенс от около 1605 г.
- „Изабела в черно“ от Тициан (1536 г.)
- „Миниатюра Амбрас“ от неизвестен автор (XVI век).

„Красавицата“ (съхранявана в Палацо Пити във Флоренция) често се предлага като правдоподобна алтернатива на портрета на Тициан от 1536 г. във Виена, тъй като се знае, че 60-годишната Изабела поръчва подмладен свой портрет. Освен това цветът на очите, косата и веждите ѝ и преди всичко сексуалната ѝ привлекателност съответстват напълно.
Медальонът на Джан Кристофоро Романо от 1495 г. (и множеството му копия) е единствената надеждна идентификация за гравюрата, създадена когато Изабела е жива.

### Изабела д'Есте в литературата
Изабела д'Есте е главната героиня в книгата на италианската писателка Мария Белончи „Личен Ренесанс" (на итал. Rinascimento privato), съсредоточена върху историята ѝ и кореспонденцията ѝ с английския герой прелат Робърт дьо ла Пол. Персонажът на книгата е изцяло измислен от писателката, но историческата реконструкция е много прецизна и е резултат от щателно проучване на документите от времето, без да се попречва на живото изобразяване на живота и персонажите на епохата.
В повествователната биография „Дамата на Ренесанса. Животът и великолепието на Изабела д'Есте в двора на Мантуа“ (на итал. La Signora del Rinascimento. Vite e splendori di Isabella d'Este alla Corte di Mantova) от италианката Даниела Пицагали от 2001 г., която веднага става бестселър, Изабела въплъщава светлините и сенките на този великолепен, но и критичен и бурен период.
Книгата „Лебедите на Леонардо“ (на англ. Leonardo's Swans) от американската писателка и журналистка Карън Есекс от 2006 г. се фокусира върху връзката и съперничеството между двете сестри Беатриче и Изабела Д'Есте, и върху двора на Сфорца в Милано, където също работи Леонардо да Винчи.
Научен очерк за художествената култура на Изабела д'Есте и другите дворове е този на италианеца Джовани Романо със заглавие „Към съвременния маниер: от Мантеня до Рафаел“ (на итал. Verso la maniera moderna: da Mantegna a Raffaello) в Storia dell'arte italiana, 6,. vol. II, XVI и XVII век, Торино, 1981 г.

## Портрети на Изабела д'Есте
- Колекция Амбрас, XVI век
- Предполагаем портрет от Джан Кристофоро Романо, теракота, Худ. музей „Кимбъл“, Далас, САЩ, ок. 1500 г.
- Портрет от Джовани Франческо Карото, Лувър, Париж, ок. 1505 – 1510 г.
- Вероятен портрет от Лоренцо Коста, Кралска колекция, Уиндзорски замък, ок. 1500 г.
- „Красавицата“ от Тициан – предполагаем портрет на Изабела д'Есте или на Елеонора Гонзага, Палатинска галерия, Флоренция, 1536 г.
- Портрет на Изабела д'Есте от Рубенс, Музей на историята на изкуството, Виена, ок. 1605 г.

На 4 октомври 2013 г. в журналистическа статия, публикувана в Sette – седмичното списание на италианския вестник „Кориере дела Сера“ излиза новината за откриването в трезор на швейцарска банка на маслено платно с размер 61x46,5 см с изображението на Изабела д'Есте, произхождащо от рисунката върху картон на Леонардо да Винчи и приписвана на него. На 10 февруари 2015 г. Guardia di Finanza конфискува работата (с приблизителна стойност 120 млн. евро) от банка в Лугано.

## Памет
- Кратерът д'Есте на планетата Венера е кръстен на Изабела.[57]
- В телевизионния сериал „Борджиите“ Изабела е представена от белгийската актриса Александра Опо.
- Изабела д'Есте намира място и в арт инсталацията The Dinner Party (1974 – 1979) на американската феминистка Джуди Чикаго.[58]